# Кобек (Туркестанская область)
Кобек (каз. Көбек, до 1999 г. — Целинное) — село в Жетысайском районе Туркестанской области Казахстана. Входит в состав Кызылкумского сельского округа. Код КАТО — 514471880.

## Население
В 1999 году население села составляло 152 человека (78 мужчин и 74 женщины). По данным переписи 2009 года, в селе проживало 156 человек (83 мужчины и 73 женщины).